# Orso Maria Guerrini
Orso Maria Guerrini, född 25 oktober 1943 i Florens, Italien, är en italiensk skådespelare.

## Filmografi (urval)
- 1997 – Double Team
- 1995 – Vendetta
- 1995 - Slave of Dreams
- 1976 - Nina
- 1976 – Il grande racket
- 1967 - Il mio corpo per un poker